# Alfred Gusenbauer
Alfred Gusenbauer (Sankt Pölten, 8 febbraio 1960) è un politico austriaco,  ex cancelliere federale dal gennaio 2007 al dicembre 2008 ed ex presidente del Partito Socialdemocratico d'Austria dal 2000 al 2008.
Dalla fine della sua carriera politica ha lavorato come consulente (nel 2009 per il gruppo bancario Hypo Group Alpe Adria) e Strabag SE; ha occupato vari ruoli (tra cui quello di lobbista) nei settori edile, immobiliare e finanziario.

## Biografia
Gusenbauer proviene da una famiglia di operai edili. Suo padre Oswald lavorava presso la centrale austriaca del Danubio e sua madre Gertrude lavorato come donna delle pulizie. La sorella di Alfred Gusenbauer, Andrea, è nata nel 1961. Con la sua compagna di vita, Eva Steiner Gusenbauer, ha una figlia ora adulta. 
Ha frequentato il liceo a Wieselburg e ha studiato scienze politiche, filosofia e giurisprudenza all'Università di Vienna. Si è laureato nel 1987 con una tesi su “Il movimento pacifista austriaco: promotori, strutture e attività tra il 1980 e il 1986” nel contesto Est-Ovest.
Ha trascorso tutta la sua vita professionale nel campo della politica, prima come funzionario del SPÖ e poi come parlamentare. È stato leader federale del movimento giovanile del SPÖ, la Gioventù Socialista (SJ) dal 1984 al 1990, vicepresidente dell'Internazionale Socialista Giovanile (IUSY) dal 1985 al 1989 e vicepresidente dell'Internazionale Socialista nel 1989. Nel 1991 Gusenbauer è stato eletto presidente della sezione socialdemocratica di Ybbs an der Donau, dal 1990 al 1999 è stato membro del dipartimento di politica economica della Camera del Lavoro della Bassa Austria. È stato quindi membro della delegazione austriaca al Consiglio d'Europa dal 1991 e dal 1995 al 1998 è stato presidente della Commissione Affari Sociali, Sanità e Famiglia del Consiglio d'Europa.

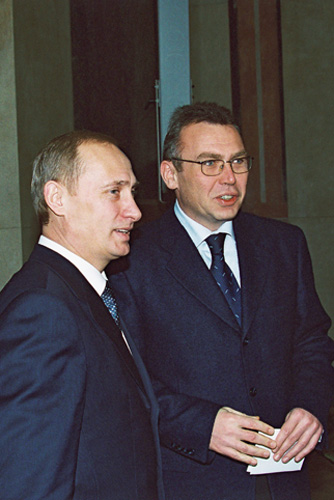
Alfred Gusenbauer con Vladimir Putin in visita di stato in Austria nel febbraio 2001

Al Consiglio Nazionale Gusenbauer fu presidente della Commissione per lo Sviluppo e la Cooperazione dal 1996 al 1999. Nel 2000 venne eletto presidente del gruppo parlamentare e Segretario generale del SPÖ. Sotto la sua guida alle elezioni parlamentari del 2002 il suo partito fece registrare un aumento dei voti e ottenne quattro seggi in più rispetto alle precedenti consultazioni, ma non riuscì a superare l'ÖVP che mantenne la guida del governo con il cancelliere Wolfgang Schüssel.

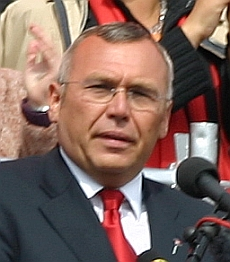
Alfred Gusenbauer nel 2006

Durante la campagna elettorale del 2006 il SPÖ è stato seriamente danneggiato dal suo coinvolgimento nel cosiddetto scandalo BAWAG, in cui i dirigenti della BAWAG, l'istituto bancario di proprietà del Sindacato Austriaco (Österreichischer Gewerkschaftsbund, ÖGB) sono stati accusati di corruzione, malversazione e speculazioni illecite. L'evolversi dello scandalo ha portato a marzo alle dimissioni del leader dell'ÖGB Fritz Verzetnitsch. Il SPÖ non è stato direttamente coinvolto nella vicenda, ma dati i suoi stretti legami con il sindacato il caso ha macchiato la reputazione del partito. Così Gusenbauer si è visto costretto a escludere dalle liste elettorali del SPÖ esponenti dell'ÖGB, decisione che gli ha attirato le critiche del mondo sindacale.

## Cancelliere d'Austria
Alle elezioni parlamentari del 2006, la SPÖ risultò il primo partito ma senza una maggioranza parlamentare; dopo lunghe trattative, Gusenbauer divenne cancelliere l'11 gennaio 2007, alla testa di una Grosse Koalition SPÖ-ÖVP. L'abbandono delle principali promesse elettorali - come l'abolizione delle tasse universitarie e la revoca del programma d'acquisto degli aerei militari Eurofighter - portarono al malcontento all'interno del suo partito e a proteste in piazza degli studenti. Il 16 giugno 2008, Gusenbauer fu sostituito come leader della SPÖ dal ministro dei Trasporti Werner Faymann; quando il leader della ÖVP, Wilhelm Molterer, uscì dalla coalizione governativa ai primi di luglio, elezioni anticipate furono indette il 28 settembre 2008, portando a perdite ingenti per entrambi i partiti governativi. Gusenbauer continuò formalmente a guidare il Governo fino al 2 dicembre 2008, quando Faymann divenne cancelliere alla testa di un'altra Grosse Koalition tra SPÖ-ÖVP. Il cancellierato di Gusenbauer fu il più breve dalla fine della seconda guerra mondiale.

## Carriera post-politica
Gusenbauer è tornato brevemente al suo vecchio incarico alla Camera del Lavoro, ma ha subito assunto incarichi retribuiti e non retribuiti nel settore privato e non-profit.
Nel 2009, Faymann ha impedito la candidatura di Gusenbauer alla carica di Alto rappresentante dell'Unione per gli affari esteri e la politica di sicurezza.

### Consigli aziendali
Gusenbauer è stato nominato membro del consiglio di sorveglianza di Alpine Holding, un conglomerato edile austriaco, nel luglio 2009 e si è dimesso da questo incarico il 1º maggio 2010, quando è stato annunciato che Gusenbauer sarebbe stato a capo del consiglio di sorveglianza di Strabag (la più importante impresa di costruzioni austriaca), cosa avvenuta il 18 giugno 2010. Contemporaneamente è diventato presidente del consiglio di amministrazione della fondazione privata del presidente di Strabag, Hans Peter Haselsteiner.
In un articolo sui leader occidentali che lavorano per regimi autoritari, l'Associated Press ha riferito che Gusenbauer ha lavorato come consulente del presidente kazako Nursultan Nazarbayev.  Nel settembre 2013 è diventato consigliere del vice primo ministro serbo e leader del Partito Progressista Serbo Aleksandar Vucic. Nel 2018 sono emerse notizie secondo cui Gusenbauer aveva incontrato membri del Congresso a Washington come parte di una campagna di lobbying del 2013 orchestrata da Paul Manafort a nome del presidente ucraino Viktor Janukovyč.
Altri incarichi: membro del comitato consultivo europeo di Citigroup; presidente del consiglio di sorveglianza di CUDOS Capital AG; membro del consiglio di amministrazione e presidente dei Fondi Europei (dal 2009) di Equitas Capital; membro del Comitato per la Corporate Governance e la Remunerazione di Gabriel Resources; presidente di Haselsteiner Familien-Privatstiftung; membro del consiglio di sorveglianza (dal 2013) di RHI AG; presidente del consiglio di Wartenfels Privatstiftung.

## Polemiche

### Aeroporto di Mosca
Nel 1984, Gusenbauer, allora leader dei Giovani Socialisti austriaci, suscitò polemiche in Austria quando si inginocchiò e baciò l'asfalto all'Aeroporto di Domodedovo di Mosca (ancora terra comunista) in scherno a Papa Giovanni Paolo II.

### Paradise Papers
Nel novembre 2017, un'indagine condotta dal Consorzio internazionale dei giornalisti investigativi ha citato il suo nome nell'elenco delle persone e delle organizzazioni comparse nei Paradise Papers.

## Curiosità
- Gusembaur, dichiarato amante del vino rosso, commise un lapsus nei confronti del presidente della Commissione europea José Manuel Barroso, confondendo il suo nome con quello del vino rosso italiano Barolo.[17]